# Alí Primera
Ely Rafael Primera Rossell (Coro, 31 de octubre de 1941-Caracas, 16 de febrero de 1985) conocido por su nombre artístico Alí Primera, fue un músico, cantautor, compositor y activista político venezolano. Es considerado como uno de los iconos más relevantes en la historia de la música folklórica de su país y del movimiento musical nueva canción en América Latina.
A través de sus letras, Primera usualmente demostró su apoyo a la izquierda política y el antiimperialismo, además de condenar la explotación social y la represión, en canciones como «Techos de Cartón», «Los que mueren por la vida», «Ruperto», «Canción mansa para un pueblo bravo», «Tin Marín», «Canción Panfletaria», entre otras. Es conocido también por ser el padre de los cantantes y compositores Servando y Florentino Primera.

## Biografía

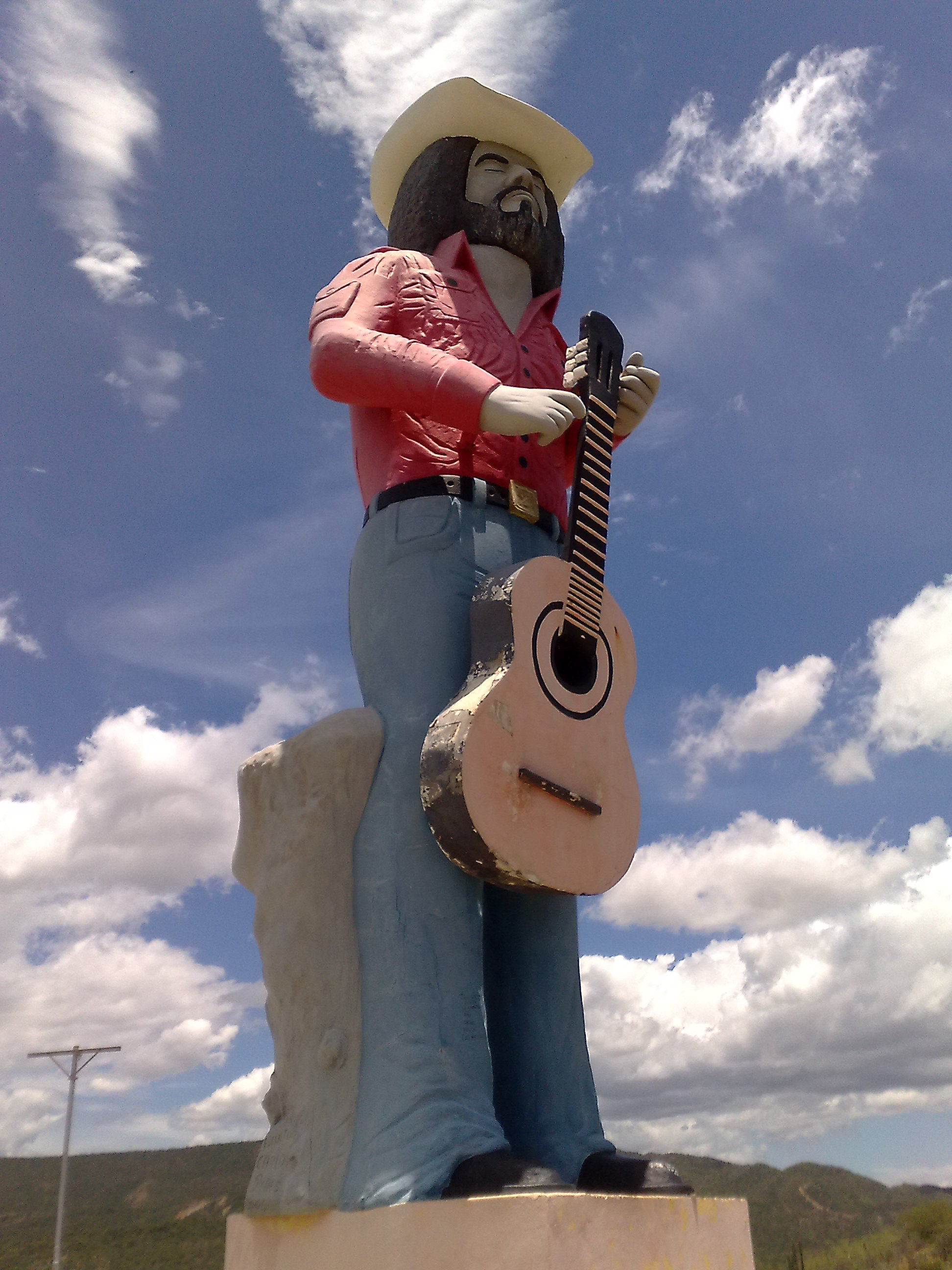
Monumento de Alí Primera en el estado Falcón.

Alí fue el sexto y último hijo de Antonio Isidoro Primera, artesano y oficial de la policía del estado Falcón, y de Carmen Adela Rossell, quienes lo bautizaron como Ely Rafael, pero lo llamaban «Alí», porque sus abuelos eran de origen árabe. A los 3 años, su padre murió accidentalmente durante un intento de fuga de una cárcel en la ciudad de Coro, cuando un prisionero de nombre Pedro Agüero le disparó. A raíz de este acontecimiento, su madre se trasladó a su pueblo natal, San José de Cocodite, de la península de Paraguaná, donde vivieron desde 1944 hasta 1947 en una parcela rural, dedicándose a la agricultura.
El acercamiento de Alí Primera con la música, comenzó mientras observaba a su tío tocar el cuatro venezolano. En 1960, se traslada a Caracas y en 1964, se matricula en la Universidad Central de Venezuela para estudiar Química. Se inscribió en el Partido Comunista de Venezuela e inició carrera como cantante y compositor. Sus primeras canciones fueron «Humanidad» y «No basta rezar».
Entre 1969 y 1973, se establece en Rumanía para cursar ingeniería petrolera en la Universidad Politécnica de Bucarest, gracias a una beca que le otorgó en 1968 el Partido Comunista de Venezuela (PCV).
En un estudio en Alemania grabó su primer disco, titulado Gente de mi tierra. En noviembre de 1973, Alí Primera regresa a Venezuela sin graduarse para dedicarse a la música y a la lucha política, fundando su propio sello discográfico llamada Cigarrón.
Desde 1973 y hasta la fecha de su muerte, grabó 13 discos de larga duración y participó en numerosos festivales en toda América Latina.

## Muerte
Alí Primera emprendió a finales de 1984, un nuevo proyecto discográfico en el que combinaría los temas presentes siempre en sus composiciones con ritmos que nunca antes había interpretado, entre ellos la gaita zuliana. Hasta entonces, el cantautor había grabado en forma casera, según el testimonio de su amigo, Alí Agüero, un casete que contenía las maquetas de los temas que había compuesto para su inclusión en el siguiente disco para que este último les hiciera los arreglos respectivos a la orquestación, por lo que no habían sido grabadas las pistas musicales correspondientes. Al salir de su apartamento, el 16 de febrero de 1985, el intérprete perdió la vida en un accidente automovilístico ocurrido en la autopista Valle-Coche de Caracas, cuando su camioneta Wagoneer fue impactada de frente por un vehículo conducido por el entonces estudiante de comunicación social, Ítalo Américo Silva, conocido de la familia Primera Rosell, y quien conducía en estado de ebriedad.  Silva perdió el control de su vehículo, voló sobre la barrera que divide ambos tramos de la autopista, chocándolo de frente. El accidente provocó un impacto en el mentón de Alí, el cual le produjo fractura de las vértebras cervicales y la base del cráneo, falleciendo de forma instantánea. 
Semanas después de su muerte, su hermano José Montecano se ocupó de completar el proyecto acompañado de sus sobrinos y de la viuda del artista. El álbum, fue llamado Por Si No Lo Sabía, editado por la compañía discográfica Distribuidora Sonográfica. 
Al año siguiente, la discográfica Cigarrón editó el álbum Alí ¡En Vivo!, un trabajo grabado pocos años antes en la Universidad Pedagógica Experimental Libertador de Barquisimeto.

### Otras teorías
A pesar de que las investigaciones coincidieron que la causa del fallecimiento se debió a un accidente, existen teorías que señalan que fue víctima de un atentado. 
En 1982, Alí Primera ofreció una entrevista al diario El Nacional, en la que aseguró: «Han tratado de provocar que tenga un accidente cuando me desplazo en mi vieja camioneta por la carretera del país. Esto ha sucedido tres veces».
En 1983, Primera declaró al diario El Falconiano sobre el peligro de un accidente fatal. «Me acaban de volver de amenazar. No me perdonan que no me haya amedrentado y que mantenga una conducta consona con mi canción [... ] siguen persiguiéndome y tratando de que tenga un accidente. Hasta a ese acto de cobardía han llegado. Yo estoy cumpliendo con mi deber, y si el deber de mis enemigos y de los enemigos del pueblo es eliminarme, que lo cumplan», reiteró.
Muchos estudiosos de la trayectoria de Alí, mantienen la duda respecto a esa versión. Entre ellos, el investigador Alí Costas Manaure, autor del libro titulado Del tercer mundo para un único mundo. Pensamiento político de Alí Primera, aseguró que «Él mismo [Alí] había advertido en varias entrevistas que agentes de inteligencia del Estado y grupos paramilitares, trabajaban en conjunto para asesinarlo». Durante la realización del libro, Costas Manaure detectó la existencia de «muchas incongruencias», entre las versiones oficial y la de los testigos presenciales.

## Vida personal

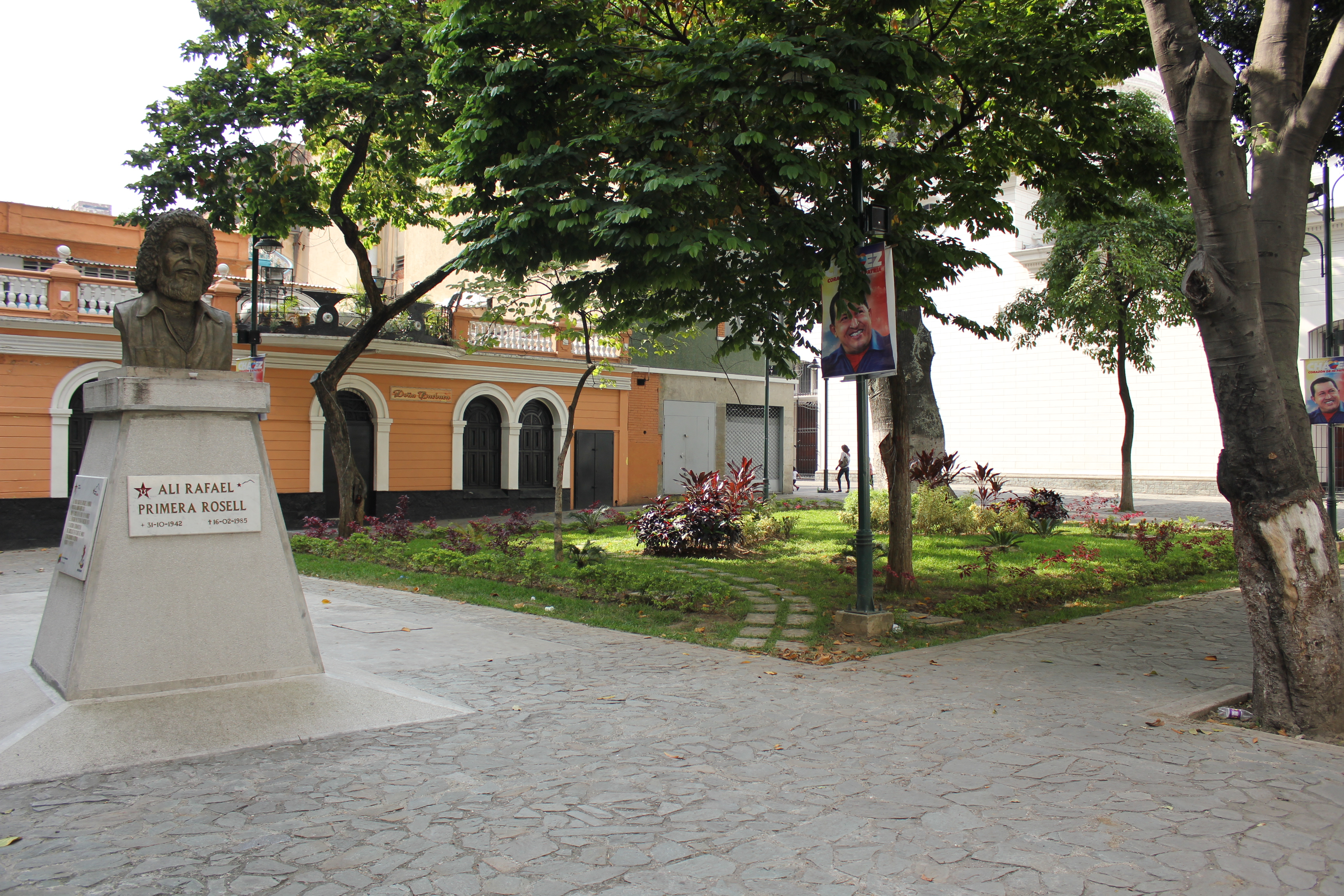
Plaza Alí Primera en el centro de Caracas.

En Alemania mientras grabó su primer disco, conoció a la sueca Tarja Osenius con quien convivió en Estocolmo y tuvo a sus hijas María Fernanda y María Ángela.
En 1976, Primera tuvo una relación sentimental con la venezolana Noelia Pérez, con quien procreó a su primer hijo varón, Jorge Primera Pérez, nacido en 1977. Ese mismo año, en Barquisimeto, conoció a quien sería su segunda esposa, Sol Mussett. Se casaron y tuvieron cuatro hijos: Sandino, Servando, Florentino y Juan Simón.

## Discografía
La presente lista, corresponde al trabajo realizado por el investigador José Millet acerca de la discografía completa de Alí Primera.

### Discografía original
| Año  | Título                             | Discográfica                                |
| ---- | ---------------------------------- | ------------------------------------------- |
| 1969 | Vamos gente de mi tierra           | Producción Independiente (Venezuela)        |
| 1969 | Canciones de protesta              | Producción Independiente (Venezuela)        |
| 1971 | Guerra larga                       | Producción Independiente (Colombia)         |
| 1972 | De una vez                         | Verlag Plane (Alemania)                     |
| 1974 | Lo primero de Alí Primera          | Cigarrón - Promus (Venezuela)               |
| 1974 | Alí Primera, Volumen 2             | Cigarrón - Promus (Venezuela)               |
| 1974 | Adiós en dolor mayor               | Cigarrón - Promus (Venezuela)               |
| 1974 | Canción para los valientes         | Cigarrón - Promus (Venezuela)               |
| 1975 | La patria es el hombre             | Cigarrón - Promus (Venezuela)               |
| 1976 | Canción mansa para un pueblo bravo | Cigarrón - Promus (Venezuela)               |
| 1977 | Cuando nombro la poesía            | Cigarrón - Promus (Venezuela)               |
| 1980 | Abrebrecha                         | Cigarrón - Promus (Venezuela)               |
| 1981 | Al pueblo lo que es de César       | Cigarrón - Promus (Venezuela)               |
| 1982 | Con el sol a medio cielo           | Cigarrón - Promus (Venezuela)               |
| 1984 | Entre la rabia y la ternura        | Cigarrón - Promus (Venezuela)               |
| 1985 | Por si no lo sabía                 | Cigarrón - Velvet - Sonográfica (Venezuela) |
| 1986 | Alí ¡En vivo!                      | Cigarrón - Promus (Venezuela)               |

### Participaciones
| Año  | Título               | Discográfica                |
| ---- | -------------------- | --------------------------- |
| 1975 | Compañero presidente | Casa de las Américas (Cuba) |

## Legado
En 2005, el gobierno de Venezuela declaró su música como patrimonio nacional.
En 2024, el cineasta Daniel Yegres tras tres años de investigación, nueve meses de producción y postproducción, 36 días de rodaje, 40 locaciones en tres ciudades y cinco pueblos, y un equipo técnico de 111 profesionales registraron el trabajo de 777 actores y actrices, para contar la historia bibliográfica de Alí Primera, a través de un largometraje realizado por la casa productora Humana Cine. La película obtuvo el premio Cameo y del Público como mejor largometraje de ficción en el Festival de Cine Latinoamericano de Bordeaux, Francia.